# Меморіальний знак пам'яті в'язнів гетто — євреїв Володимира та прилеглих сіл
Меморіальний знак «Пам'яті в'язнів гетто — євреїв міста Володимира і прилеглих сіл» — пам'ятка місцевого значення у місті Володимир.
Встановлено відповідно до рішення Виконкому Володимир-Волинської міської ради від 29.04.2013 №120 [Архівовано 20 березня 2022 у Wayback Machine.] у м. Володимирі на вулиці Т. Шевченка, 24.

## Опис
Дата відкриття: 29 квітня 2014.

Пам'ятник виготовлено у вигляді гранітної стелли висотою 2,2 метри.

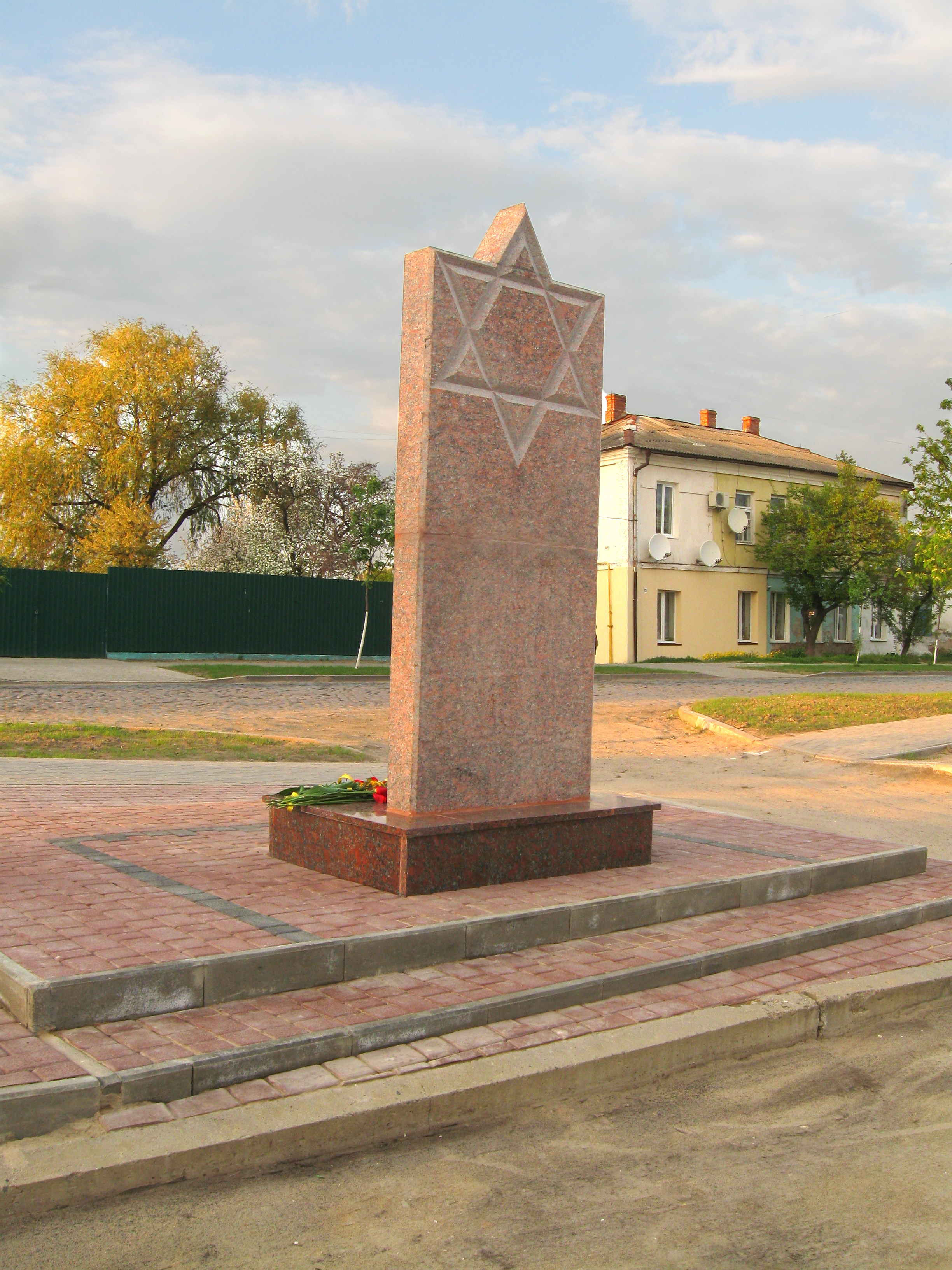
Меморіальний знак «Пам'яті в'язнів гетто — євреїв міста Володимира-Волинського і прилеглих сіл». Фото — В. Музиченка

В'язні гетто, затиснуті в кут між міськими стінами (цегляна кладка на задньому плані). На фоні зірки Давида розміщено барельєф з чотирьох фігур — змучений старий із зіркою Давида на грудях, жінка в півоберта з дитиною (дівчинкою) на руках (ніби намагаючись закрити її собою), і хлопчик. Виступ у вигляді цегляної кладки символізує кут, тобто ці люди ніби загнані в кут, їм нікуди йти, ніде сховатися. Погляди дорослих опущені, що говорить про їх пригніченість і безнадію, лише діти дивляться вперед із надією на порятунок.
На меморіальній плиті, встановленій в нижній частині пам'ятника, міститься напис двома мовами (українська, іврит).
Напис на меморіальній плиті: «На цьому місті в 1942 році було гетто, в яке зігнали 18 000 чоловік — євреїв, жителів міста Володимир-Волинський та району. Всі вони стали жертвами нацистських окупантів. Вічна їм пам'ять».
במקום הזה בשנת-1942 היה גטו, שנאספו בו 18000 אנשים ממוצא יהודי, תושבי עיר ולאדימיר- וולינסקי והאזור. הם כולם נפלו קורבנות של כובשים גרמנים-פשיסטים. יהיה זכרם ברוך.
На звороті гранітної стели викарбовано зірку Давида, яка синхронізована з аналогічною зіркою на фронтальній частині меморіального знаку.
Розпорядженням Волинської обласної військової адміністрації №362 від 15 серпня 2022 року пам’ятник внесено до Переліку об’єктів культурної спадщини.